# François de Bonne de Lesdiguières
François de Bonne de Lesdiguières (Saint-Bonnet-en-Champsaur, 1º aprile 1543 – Valence, 28 settembre 1626) è stato un militare francese divenuto maresciallo di Francia e ultimo connestabile di Francia.
Era figlio di Jean II de Bonne (signore di Lesdiguières e dei Diguières o d'Esdiguières, morto nel 1548) e di Françoise de Castellane.
Fu signore e poi duca di Lesdiguières (1611) e signore del Glaizil. Campione protestante nella lotta contro i cattolici, si convertì al cattolicesimo con abiura solenne nel 1622.

## Biografia

### Le imprese militari
Egli incontrò per la prima volta Enrico IV, da nove anni suo cadetto, nel collegio di Navarra a Parigi. La sua passione per le armi lo spinse a entrare agli ordini del barone Bertrand III Raimbault de Siriane, luogotenente generale del Delfinato.
Allorché la rivolta protestante scoppiò nel Delfinato, egli, diciannovenne, raggiunse il cugino Antoine Rambaud de Furmeyer che combatteva dalla parte dei protestanti. Dieci anni dopo la morte di quest'ultimo (1566), venne scelto come capo dei protestanti del Champsaur. Fu in quel momento che si fece notare dal re di Francia Enrico III.
A partire dal 1576 soggiornò regolarmente a Serres, data ai protestanti come piazza di sicurezza e della quale era originario il suo segretario e biografo Louis Videl (1598-1675). La sua presenza vi è attestata nel 1582 e nel 1588.
Quando Enrico III, nel 1584, designò alla propria successione il re di Navarra, venne riconosciuta l'autorità del Lesdiguières sugli ugonotti del Delfinato.

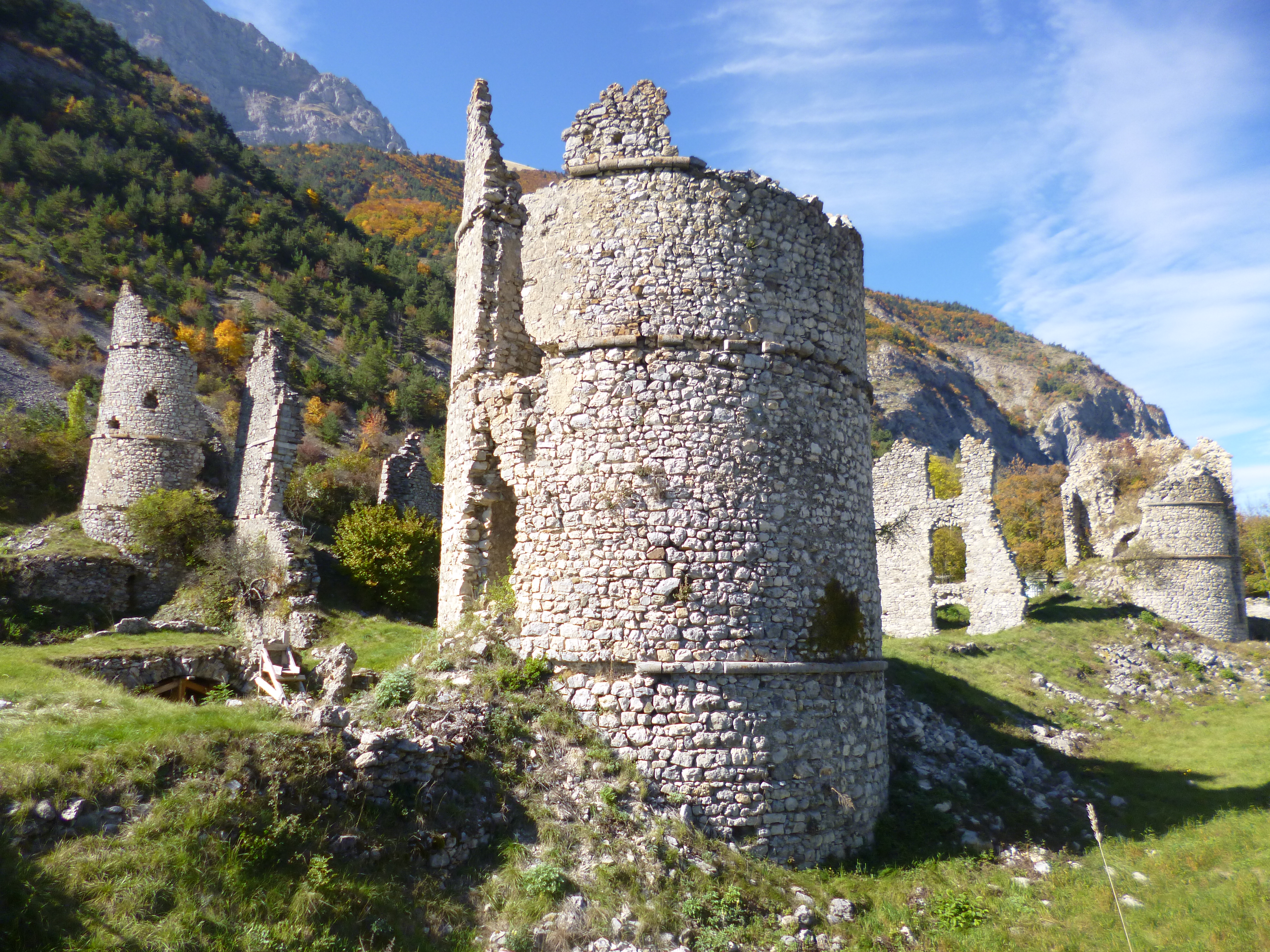
Il Castello de François de Bonne, a Le Glaizil

Il 24 dicembre 1590, dopo numerose sconfitte sanguinose, s'impadronì di Grenoble, controllata dai cattolici e dispose un gran numero di modifiche nella città:
- fortificazione della collina della Bastiglia di Grenoble sulla riva destra dell'Isère;
- costruzione d'una cittadella presso la tour de l'Isle;
- fortificazioni sulla riva sinistra;
- costruzione di un molo alla riva dell'Isère;
- abbellimento della città: nuove strade, fognature pubbliche, intonaci alle facciate;
- costruzione della tesoreria che diventerà la residenza personale detta Hôtel de Lesdiguières;
- ricostruzione della diga Marceline lungo il fiume Drac verso Claix e creazione d'un ponte di grande arditezza sul Drac, il Pont Lesdiguières (o Pont de Claix), qui diverrà una delle sette meraviglie dal Delfinato.

Con il supporto del governatore cattolico della provincia, Alfonso d'Ornano, difese il Delfinato contro le mire del duca di Savoia Carlo Emanuele I, che si era fatto proclamare conte di Provenza dalla Lega cattolica e lo sconfisse a Pontcharra il 17 settembre 1591.
Circa due anni dopo, il 7 giugno 1593, sconfisse a Salbertrand un contingente misto di truppe savoiarde, spagnole e napoletane che si erano impadronite il 23 maggio del forte di Exilles, conquistato dal Lesdiguières stesso nel settembre del 1590 (nella battaglia perì anche il loro comandante, lo spagnolo Rodrigue Alvarez de Toledo; il castello tuttavia verrà riconquistato dai francesi, a seguito della resa del comandante savoiardo Gazzino, solo nel gennaio del 1595).
Nel 1597 incitò re Enrico IV a riprendere la città di Amiens, caduta in mani spagnole, e diresse l'assedio del castello di Huile, fortezza che controllava la via al Col du Cucheron e lo conquistò.
Il 15 marzo 1598 s'impadronì del fort Barraux, che Carlo Emanuele I di Savoia stava facendo costruire da circa un anno per difendere l'ingresso in Savoia dal Gévaudan.
Tra il 1600 e il 1619 fece costruire il celebre Castello di Vizille.

### La scalata al potere
Fedele al suo re, percorse tutta la scala del potere: nel marzo del 1591 fu nominato Governatore di Grenoble, nel settembre 1595 Consigliere di Stato, alla fine dello stesso anno, comandante in Provenza, nell'ottobre 1597 Luogotenente generale del Delfinato e il 27 settembre 1609, Maresciallo di Francia.
Il 25 aprile 1610, in qualità di rappresentante di Enrico IV di Francia, stipulò il trattato di Bruzolo con Carlo Emanuele I di Savoia presso il Castello di Bruzolo in Val di Susa (nei pressi di Torino). Siglava un'alleanza militare e matrimoniale tra Regno di Francia e Ducato di Savoia contro la Spagna.
Nel 1611 fu nominato duca di Lesdiguières e Pari di Francia (Il Ducato-parìa di Lesdiguières fu istituito a partire dalle terre dei signori di Lesdiguières e di Champsaur, appartenenze e dipendenze sotto Enrico IV).
Tuttavia egli non poté fregiarsi di quest'ultimo titolo che sotto Luigi XIII, quando, dopo il suo accoglimento nel Parlamento del Delfinato, il 6 febbraio 1620, egli divenne ufficialmente il primo duca di Lesdiguières. Le lettere di erezione di queste terre a Ducato-parìa istituivano questo feudo in parìa femminile, cioè trasmissibile una volta in linea femminile. Questo era il solo modo di salvare la continuazione della parìa, in quanto a François de Bonne erano rimaste solo due figlie, avute in due successivi matrimoni.

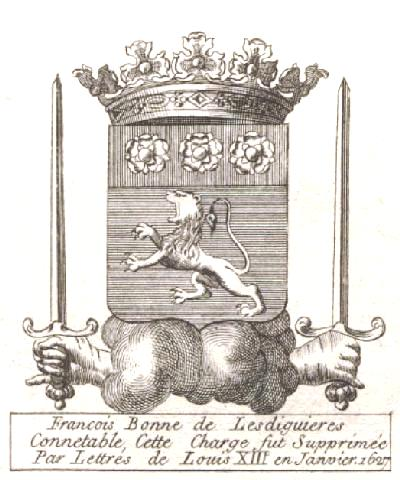
Arme dell'ultimo connestabile di Francia

Nel 1612 divenne governatore del Delfinato e nel 1621 Maresciallo generale degli accampamenti e delle armate del re, quindi, nel 1622, convertitosi alla religione cattolica con abiura solenne del protestantesimo formulata nella Chiesa collegiata di Sant'Andrea di Grenoble il 22 luglio 1622, Connestabile di Francia e Cavaliere del Santo Spirito.

### Il Lesdiguières soldato
Francesco di Bonne de Lesdiguières era un eccellente soldato e comandante. Amatissimo dai suoi soldati, che lo chiamano "il corsaro delle Alpi", fu a lungo la spina nel fianco di Carlo Emanuele I di Savoia, l'ambizioso duca che cercò di approfittare dei problemi di successione in Francia, con la morte di Enrico III e le guerre di religione francesi, per allargare i confini del Ducato di Savoia, inglobando il Marchesato di Saluzzo. Rivale militare di grande valore, Francesco di Bonne ebbe dallo stesso duca la stima e il riconoscimento della sua abilità quando fu da quest'ultimo definito le renard du Dauphiné (la volpe del Delfinato). I due tuttavia si ritroveranno alleati con il trattato di Bruzolo stipulato fra Enrico IV, rappresentato dall'ambasciatore straordinario francese presso il duca Carlo Emanuele I di Savoia Claudio di Buillon e dallo stesso Lesdiguières, e il duca di Savoia il 25 aprile 1610. E fu il Lesdiguières che intervenne con 7 500 uomini nel 1617 per aiutare Carlo Emanuele I a riconquistare la città di Alba, caduta in mani spagnole, e riconquistata per i Savoia dal maresciallo di Francia il 6 marzo.

## Matrimoni e discendenza
François de Bonne si sposò due volte, la prima, nel 1566 con
- Claudine de Bérenger du Gua (†1608), dalla quale ebbe cinque tra figli e figlie ma una sola sopravvisse:[8]
  - Maddalena (†1623), andata sposa nel 1595 a Carlo II di Créquy[9] dal quale ebbe due figlie e due figli;[10]

la seconda nel luglio del 1617 con:
- Marie Vignon, marchesa di Treffort, dalla quale ebbe:
  - Françoise, andata sposa nel 1612 a Charles René du Puy,[11] dal quale ebbe una figlia e nel 1623, dopo la morte del marito e della sorellastra, al cognato Carlo II di Créquy[9]
  - Caterina (†1621), andata sposa nel 1619 al nipote (figlio della sorellastra Maddalena e di Carlo II di Créquy), François de Bonne de Créquy, dal quale non ebbe figli.[12]

## I successori

Arma dei Créquy-Blanchefort

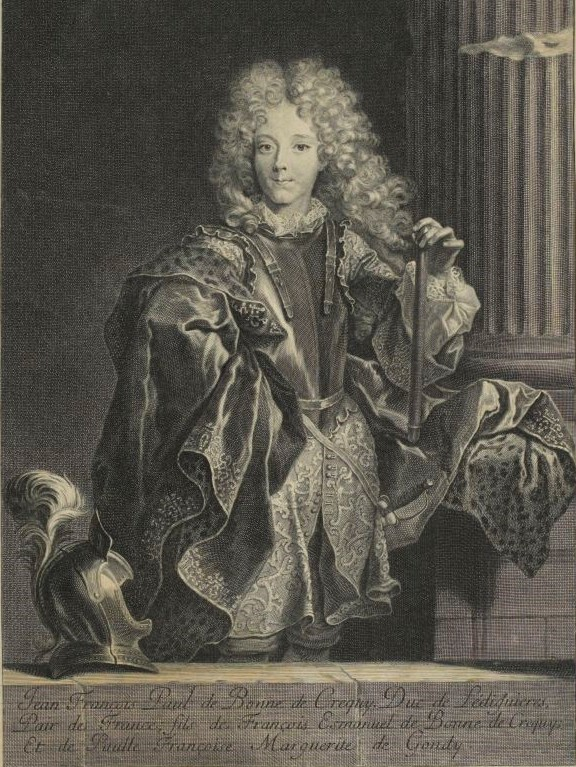
Jean François Paul de Bonne de Créqui, 5º duca di Lesdiguières (museo della Rivoluzione francese)

- Carlo I di Blanchefort de Créquy, detto Carlo di Créquy-Blanchefort o Carlo II di Créquy (1578 - 17 marzo 1638), genero del Lesdiguières, principe di Poix, signore di Créquy, di Fressin e di Canaples, poi secondo duca di Lesdiguières (1626) e pari di Francia, poi marchese di Vizille e di Treffort, conte di Sault, barone di Vienne-le-Chastel e di La Tour-d'Aigues, maresciallo di Francia e colonnello delle Guardie Francesi.

Era in linea paterna un Blanchefort e rappresentava il ramo dei Blanchefort di Créquy nel casato dei Créquy.
- François de Bonne de Créqui (1596 - 1º gennaio 1677), figlio primogenito di Maddalena de Bonne e di Carlo di Créquy-Blancheflort, conte di Canaples, poi di Sault, poi terzo duca di Lesdiguières (1638), Governatore del Delfinato e Pari di Francia, signore d'Agoult, di Vesc, di Montlaur e di Montauban. Sposò in prime nozze nel 1616 Caterina di Bonne, figlia François de Bonne de Lesdiguières e di Marie Vignon, quindi sua zia dalla quale non ebbe figli, e poi, nel 1632 Anne de la Magdeleine.[14]
- François Emmanuel de Bonne de Créqui (1645 - 1681), figlio di François de Bonne de Créqui e di Anne de La Magdeleine, signore e poi marchese di Ragny, marito di Paule-Marguerite Françoise de Gondi, duchessa di Retz. Conte di Sault, poi governatore del Delfinato, quarto duca di Lesdiguières e Pari di Francia.
- Jean François Paul de Bonne de Créqui (1678 - 1703), figlio di François Emmanuel e di Marguerite de Gondi. Sposò Louise-Bernardine de Durfourt, figlia di Jacques-Henry de Durfourt, duca di Duras. Morì in guerra senza discendenti.
- Alfonso di Créquy (1628 - 1711), nipote in linea diretta di Carlo II di Créquy, tramite il terzo figlio Carlo (†1630), sire di Créquy e di Canaples, e della consorte, Anna di Beauvoir de Grimoard du Roure.[13] Alfonse de Bonne de Créquy-Blanchefort fu conte di Canaples, poi sesto (e ultimo) duca de Lesdiguières e Pari di Francia, nel 1703, quando morì il cugino in seconda Jean François Paul de Bonne, ultimo rappresentante del ramo primogenito del suoi casato.

Quest'ultimo duca di Lesdiguières non deve essere confuso con il fratello primogenito, il solo e unico duca di Créquy (Carlo III di Créquy, in realtà duca di Poix ma detto "il duca di Créquy" nella maggior parte dei documenti), marchese di Créquy, poi duca de Poix e pari di Francia, marito di Armande de Saint-Gelais, figlia ed ereditiera del marchese di Lansac, cavaliere degli ordini del re, Primo gentiluomo di Camera, governatore di Parigi e luogotenente generale delle armate del re, morto a Parigi il 13 febbraio 1687 e tumulato nella chiesa del Convento dei Cappuccini. Il suo monumento, scolpito da Mazeline e Hurtrelle, scomparve durante nella distruzione del convento durante la Rivoluzione francese.
Ma non va confuso nemmeno con il fratello minore François de Créquy, marchese di Marines e maresciallo di Francia, che occupò la Lorena (1670), prese Friburgo in Brisgovia (1677) e occupò Lussemburgo (1684).